# Straat Boano
Straat Boano (Indonesisch: Selat Boano), is een zeestraat in Indonesië in de provincie Molukken. De zeestraat scheidt het eiland Boano ten noorden en westen, van de eilanden Ceram, Marsegu in het oosten en de eilanden Babi en Kelang in het zuiden. De op Boano gelegen plaats Putia en de op Ceram gelegen plaatsen Kawa en Asaudi liggen aan de Straat Boano.